# Homo neanderthalensis
El neandertal (Homo neanderthalensis, también a veces conocido por el nombre en desuso de Homo sapiens neanderthalensis) u hombre de Neandertal es una especie o subespecie extinta del género Homo que apareció en el Pleistoceno medio y que habitó en Europa, Oriente Próximo y Asia Central hasta hace unos 40 000 años antes del presente (quizás 28 000 años en la península ibérica), por lo cual llegaron a coexistir con los humanos anatómicamente modernos. El primer resto fósil denominado Neanderthal 1 fue descubierto en el Valle de Neander en lo que actualmente es Alemania a mediados del siglo XIX. Cuando se descubrió, se lo nombró Homo neanderthalensis y se clasificó como una especie distinta al Homo sapiens. No obstante, algunos autores consideran que es una subespecie de Homo sapiens y suelen referirse a dicha subespecie como Homo sapiens neanderthalensis.
Los estudios paleogenéticos indican un origen común para humanos modernos y neandertales, así como convivencias e hibridaciones entre ambas especies de homínidos, al menos en dos lugares y momentos: Próximo Oriente y Europa occidental. Los neandertales son agrupados dentro de la categoría de humanos arcaicos. Sin embargo, y a pesar de ser vistos en el imaginario popular como cavernícolas toscos y poco inteligentes, los hombres de neandertal eran sofisticados en muchos aspectos. Además de las herramientas, también utilizaban el fuego, eran buenos cazadores y cuidaban de los enfermos. Incluso hay quien reconoce en ellos capacidades estéticas y espirituales similares a las del hombre actual, como las que revelan algunas de sus tumbas. Sin embargo, la existencia de una cultura simbólica tardó en ser plenamente aceptada, a pesar de las pruebas que avalan su existencia.
Los neandertales y los humanos modernos comparten grandes porciones similares de secuencias de ADN. Además, la secuenciación del ADN nuclear neandertal ha demostrado un antiguo flujo genético entre los humanos neandertales y los humanos euroasiáticos de la actualidad, indicando que hubo un cruzamiento entre ambas especies y que ocurrió un mestizaje entre humanos arcaicos y modernos. Los humanos actuales no africanos tienen entre un 1 y un 4 % de genes neandertales adquiridos por hibridación hace unos 50 000 años, poco después de su salida de África según la teoría de la emigración africana, mientras que más del 20 % del genoma neandertal sobrevive en toda la población actual en distintas localizaciones del genoma humano. También se cree que una pequeña parte de estos genes adquiridos por hibridación que están ampliamente presentes en los humanos han sido seleccionados en nuestra especie para aportar ventajas adaptativas.
No obstante, a pesar de la similitud genética entre las dos especies y de la existencia de hibridación entre ellas, hoy en día la clasificación de los neandertales como especie separada de los humanos actuales cuenta con pruebas más o menos sólidas. Tenían una anatomía más robusta que la del humano moderno con tórax y cadera anchos y extremidades cortas. También poseían más reservas de grasa y narices más grandes, por lo que se cree que estaban mejor adaptados al clima frío. El cráneo se caracterizaba por su doble arco superciliar, frente huidiza, la ausencia de mentón y una capacidad craneal media más grande que la del Homo sapiens sapiens, si bien los estudios anatómicos y genéticos señalan la posibilidad de que también tuvieran un lenguaje articulado.
El tipo de herramientas de piedra que se han encontrado, y a las que se les asocia, se adscriben a la denominada cultura Musteriense, característica del Paleolítico medio. En los últimos años de existencia de esta especie, aparecen en el registro arqueológico herramientas diferentes que se incluyen en la cultura Châtelperroniense, que algunos autores atribuyen al Homo sapiens. En cuanto a su organización social, se cree que, debido al pequeño tamaño de los grupos y a su estilo de vida nómada, los neandertales sentían poca predilección por confraternizar con grupos externos, concentrando las interacciones sociales en torno a los individuos del clan. Incluso se han encontrado restos que apuntan a una división sexual del trabajo.[cita requerida] Respecto a sus hábitos alimenticios, los neandertales eran omnívoros y explotaban una amplia variedad de alimentos pesqueros, mariscos, vegetales, etc. Es muy probable que también fueran capaces de aplicar ciertas técnicas de cocción de alimentos.
Las causas de la extinción del neandertal son inciertas y permanecen aún desconocidas, por lo que siguen siendo tema de debate entre la comunidad científica. Las hipótesis guardan relación con la expansión migratoria del Homo sapiens hacia el continente eurasiático, así como con los cambios climáticos de aquel entonces. Según varios académicos, la reducida población de neandertales debida a su lento crecimiento demográfico habría facilitado a los humanos modernos, mucho más prósperos y numerosos, competir contra los neandertales, desplázandolos y reemplazándolos gradualmente. Del mismo modo, algunos investigadores apuntan a que su extinción pudo haberse debido a alguna enfermedad. Hay otra teoría sobre una erupción volcánica de los Campos Flégreos, un evento que habría ocurrido hace unos 39 000 años. Otros proponen que una combinación de todos estos factores pudo haber ocasionado la desaparición de los neandertales.[cita requerida]

## Etimología
La denominación Homo neanderthalensis fue propuesta en 1864 por el geólogo William King en una conferencia de la Asociación Británica para el Avance de la Ciencia, y mencionada en su publicación: «El supuesto hombre fósil del Neanderthal». Neandertal hoy se escribe de dos maneras: la ortografía antigua de la palabra alemana Thal, que significa 'valle', fue cambiada a Tal a principios del siglo XX, pero la primera forma de escribirlo es la que a menudo se utiliza en inglés y siempre en la nomenclatura binominal, mientras que en alemán y en español generalmente se usa la forma moderna, que es la recomendada por el Diccionario panhispánico de dudas.
El comienzo de la historia de los neandertales es también el inicio de la paleoantropología. En agosto de 1856, se descubrió el espécimen que luego sería conocido como Neandertal 1. El lugar fue la cueva Feldhofer, en una zona encañonada del valle del río Düssel, cerca de Düsseldorf, en Renania del Norte-Westfalia, Alemania, que se llama valle de Neander (en alemán, Neandertal), nombrado así en honor del compositor y teólogo Joachim Neander.

## Descubrimiento

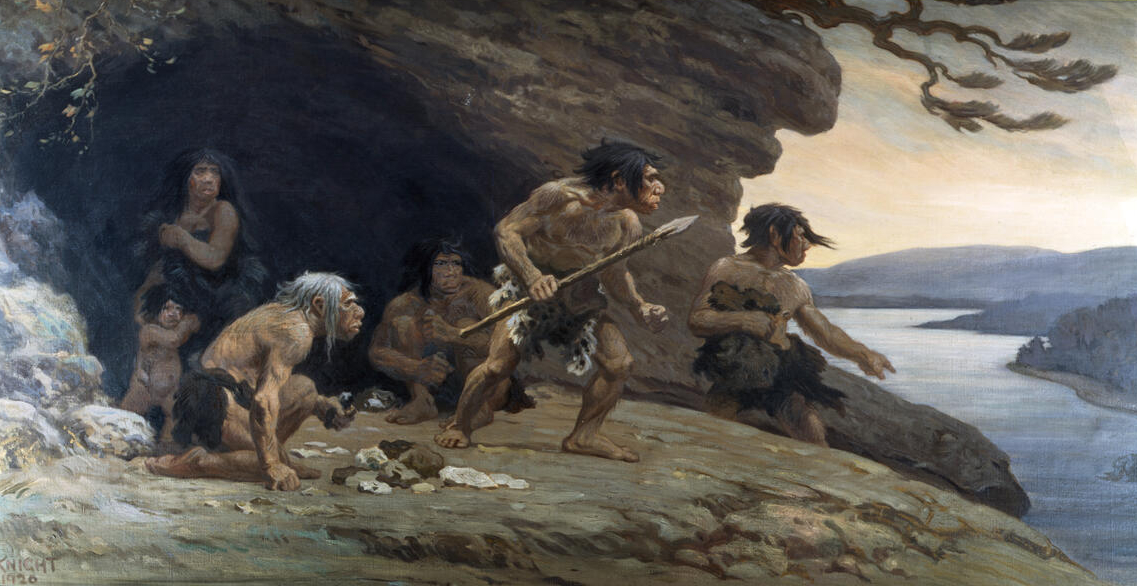
Reconstrucción artística de 1920 de neandertales de Le Moustier.

Los primeros fósiles fueron encontrados en Engis (Bélgica) en 1829 (Engis 2) y en Gibraltar, en la cantera de Forbes en 1848, Gibraltar 1. Pero no se reconoció el significado de estos dos descubrimientos hasta que se dio a conocer el famoso Neandertal 1, hallado en 1856 cerca de Düsseldorf, concretamente en el valle alemán de Neander, tres años antes de que Charles Darwin publicara El origen de las especies. 
El descubrimiento, en 1856, fue realizado por Johann Karl Fuhlrott y descrito en 1857 por Hermann Schaaffhausen. Franz Mayer, el que, para explicar el hallazgo, inventó una teoría curiosa. Según él, el esqueleto pertenecía a un cosaco ruso que perseguía a Napoleón a través de Europa. Afirmaba que el cosaco sufría raquitismo, lo que explicaría la forma arqueada de sus piernas, y que el dolor del raquitismo le hacía arquear tanto las cejas que le produjeron unos fuertes arcos supraciliares.
En 1864,  William King adscribió todos estos hallazgos, y a partir de los restos del Neandertal 1, a una nueva especie humana: Homo neanderthalensis, aunque con reticencias por algunos colegas.

## Existencia en el tiempo
Los neandertales surgieron hace unos 430 000 años en Europa, y se extinguieron hace unos 40 000 años, basado en una investigación publicada en Nature en 2014, es mucho más temprano que las estimaciones anteriores y se deriva de métodos mejorados de datación por radiocarbono que analizaron 40 sitios, desde España hasta Rusia. La evidencia de la presencia continua de neandertales en la península ibérica hace 37 000 años se publicó en 2017. Las causas de su extinción son todavía motivo de debate, pero no ocurrió sin antes hibridarse con Homo sapiens, quien también mantuvo relaciones sexuales con los denisovanos, dando lugar a individuos fértiles, tal y como demuestran los estudios paleogenéticos.

### Origen

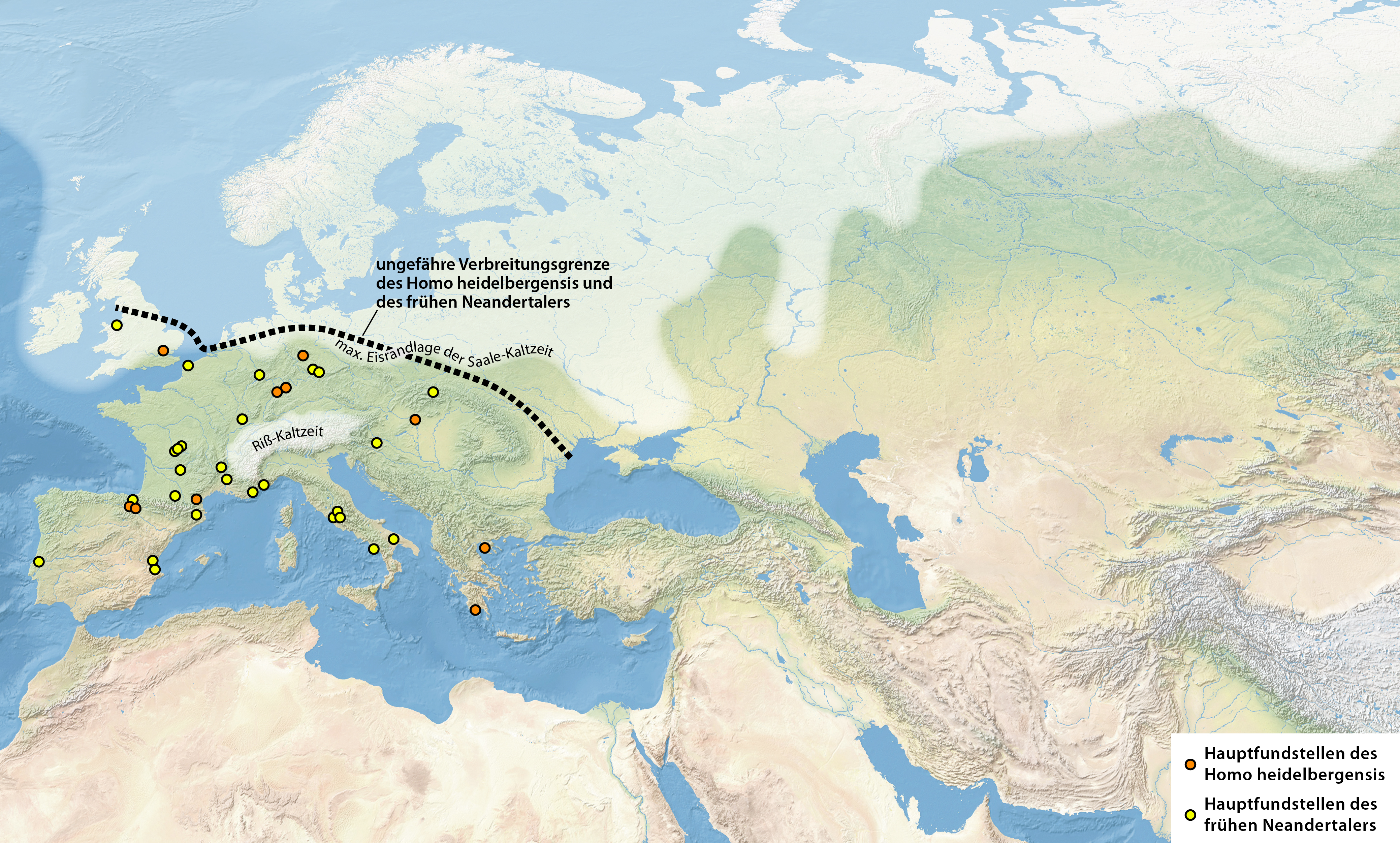
Mapa de sitios donde se encontraron fósiles pre-neandertales o neandertales arcaicos.

Mientras Homo sapiens surgió en África hace unos 200 000-180 000 años, desde donde migró hace entre 100 000 y 60 000 años al resto del planeta, los neandertales son descendientes del Homo heidelbergensis europeo. El hallazgo del Homo antecessor en Atapuerca ha esclarecido el significado de la mandíbula aparecida en 1907 en Mauer, cerca de Heidelberg (Alemania), la cual coincide cronológicamente con los Homo erectus, pero difiere de estos y de los neandertales, concluyéndose que quizás fuera un estadio intermedio entre Homo erectus u Homo ergaster y neandertales.
El origen de los neandertales se remonta hasta la Glaciación de Mindel (entre 400 000 y 350 000 años atrás) durante la cual los cambios climáticos y el aumento del casquete polar ártico aparentemente obligaron a las poblaciones europeas de H. heidelbergensis a refugiarse del frío en las penínsulas del sur del continente. Estas migraciones produjeron el aislamiento de las poblaciones de H. heidelbergensis, induciendo un cuello de botella en las poblaciones y favoreciendo así la especiación. Una vez finalizada la glaciación, las poblaciones de heidelbergensis habían comenzado a adquirir ya rasgos propios de los neandertales. Finalmente, hace entre 230 000 y 200 000 años, los H. heidelbergensis habían adquirido los suficientes rangos físicos como para ser diferenciados en una nueva especie, el Homo neanderthalensis.
Un cráneo exhumado en Steinheim (Alemania) datado en 250 000 a. C. podría corresponder a la misma especie de Homo heidelbergensis o preneandertaliense. En dichos casos se trata de la glaciación de Mindel o del interglaciar Mindel-Riss, respectivamente. Uno de los últimos de estos cráneos está más evolucionado aún que la mandíbula del primero, pero su capacidad craneal es baja (poco más de 1100 cc).
El descubrimiento del genoma completo del neandertal ha ayudado a establecer de forma más exacta los tiempos de divergencia entre las distintas estirpes. Los sapiens se separaron de los neandertales y de los denisovanos hace 571 000 años, mientras que los neandertales y los denisovanos lo hicieron hace 381 000 años.
En la península ibérica hay pruebas de su existencia desde hace unos 230 000 años hasta hace aproximadamente 28 000 años, como indican estudios recientes.

### Población
Se ha estimado que la población de neandertales fue más o menos constante durante los 200 000 años que existieron y de tan solo unos 7000 individuos en todo el continente europeo.
Se estima que la época de apogeo se produjo hace unos 100 000 años (con base en las pruebas aportadas por los instrumentos líticos), momento en el cual alcanzaron una distribución que cubría la mayor parte de Europa, Oriente Medio, la zona oeste de las llanuras de Asia Central, e incluso pudieron haber llegado hasta las costas del Pacífico. Tras este período de esplendor comenzó su lento declive, el cual fue acelerado con la llegada del Homo sapiens a Europa.

### Extinción

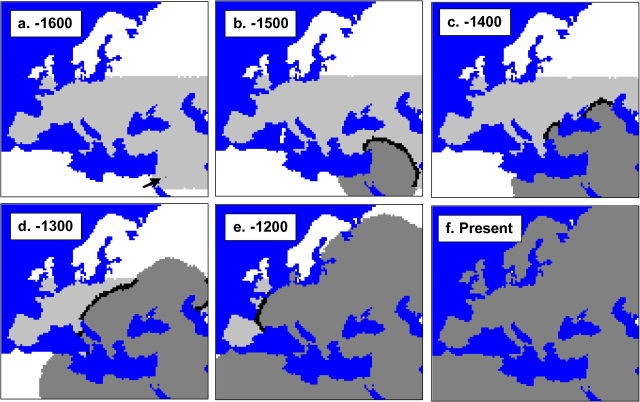
Simulación basada en el ADN mitocondrial de la expansión humana moderna en Europa y Asia, que comenzó hace 1600 generaciones. Gama de neandertal en gris claro.

El momento preciso de su extinción ha sido motivo de debate. En 2014 Thomas Higham, de la Universidad de Oxford, estableció que los últimos restos neandertales en Europa eran datables por radiocarbono entre los 41 000 y los 39 000 años, coincidiendo con el inicio de un período de bajada de las temperaturas en el continente europeo, 5000 años después de que Homo sapiens iniciara su presencia en el mismo continente. Recientes investigaciones abren la posibilidad de la presencia de neandertales mucho más al norte del área de distribución habitual, como en la localidad rusa subártica de Byzovaya, en la que se han encontrado restos arqueológicos musterienses (Paleolítico Medio) datados entre hace 34 000 y 31 000 años. Se trataría de uno de los yacimientos neandertales más tardíos, cuando casi toda Europa estaba ya ocupada por las culturas del Paleolítico superior (Homo sapiens).
Los últimos reductos de neandertales, datados en unos 28 000 años, se encontraron en el sur de la península ibérica (España y Portugal), aunque las últimas dataciones con ultrafiltración y otras técnicas aumentan su antigüedad en al menos 10 000 años, proponiendo como fecha de extinción del neandertal hace entre 41 000 y 39 000 años.
Se han propuesto muchas explicaciones para la extinción de los neandertales, en relación o no con la expansión de los cromañones, con los que convivieron en Europa en los últimos milenios de su vida como especie. El paleobotánico José Carrión, de la Universidad de Murcia, propone una tesis de extinción por cambio ambiental ligado a los cambios climáticos.

El neandertal es un animal meridional, de bosque abierto o sabana (árboles grandes, arbolitos sueltos y hierba), no es un hombre de estepa. Siempre los han pintado en el norte de Europa, pero ellos se iban al norte cuando hacía calor; en los periodos glaciales estaban en el sur de España, el sur de Italia y la península grecobalcánica. Por su tecnología, posiblemente cazaban en grupos pequeños y al acecho, escondiéndose detrás de árboles y arbustos. Y ocurre algo inesperado: el paisaje se hace entonces muy abierto, muy estepario, con pocos arbustos, y el tipo de animales cambia. Pasa de una gran diversidad de fauna a otra menor, pero muy grande: mamuts, bisontes, renos... animales que hay que cazar de otra manera, con proyectil o lanzando piedras a distancia. Y sus herramientas de caza son más pequeñas y lanzables, no pesan. La mejor tecnología para esa caza la tiene nuestra especie, los sapiens que vienen de la estepa asiática perfectamente adaptados. Pero todavía sobrevivió miles de años.

La rápida desaparición de los neandertales tras la irrupción del Homo sapiens sapiens en Europa sugiere que estos últimos estuvieron relacionados con la desaparición de los neandertales. Algunas de las hipótesis son: H. s. sapiens compitió intensamente con ellos por recursos; los mataron y exterminaron en combate; los contagiaron de enfermedades para las cuales carecían de defensa; los neandertales no soportaron determinados cambios climáticos o ambientales; se cruzaron H. s. sapiens y neandertales y estos fueron asimilados por la nueva especie.
La hipótesis de extinción por la rigurosidad de la última gran glaciación parece descartada, ya que los neandertales habrían estado muy bien adaptados al clima glacial. Por otra parte, la hipótesis de mixogénesis o hibridación Homo sapiens sapiens/Homo sapiens neanderthalensis resulta, por los mapeos de secuencias de ADN, bastante probable, habiéndose encontrado restos (niño de Lapedo) que parecen ser de un ejemplar híbrido. Sin embargo, también es posible que los neandertales se hubieran extinguido al no poder competir por los recursos con los H. sapiens sapiens, que eran diez veces más numerosos, y verse desplazados a regiones donde la comida y el cobijo eran más difíciles de encontrar.
Un estudio publicado en el American Journal of Physical Anthropology sugiere que los neandertales podrían haberse extinguido a causa de las enfermedades tropicales transmitidas por seres humanos que emigraron de África.
Otra teoría vincula la desaparición de los neandertales a una erupción del supervolcán de los Campos Flégreos (Nápoles, Italia) ocurrida hace unos 39 000 años, que dejó una nube de ceniza que se esparció por casi toda Europa y parte de Eurasia; las zonas menos afectadas habrían sido las de Europa occidental, precisamente donde hay indicios de las últimas poblaciones de esta especie.

## Clasificación taxonómica
William King asignó en 1864 el nombre Homo neanderthalensis a los restos encontrados en 1856, dándoles condición humana, pero considerándolos una especie diferente. Posteriormente, a pesar de las notables diferencias anatómicas, Bernard Grant Campbell lo denominó Homo sapiens neanderthalensis en su obra Quantitative Taxonomy and Human Evolution, publicada en 1963, debido a su elevada capacidad craneal, equivalente a la del humano actual (y muchas veces superior). Su lugar en la clasificación científica ha generado un debate sobre si debe clasificarse como una subespecie de Homo sapiens (Homo sapiens neanderthalensis), o como una especie diferente (Homo neanderthalensis). Esta cuestión tiene importancia en el contexto del debate sobre la evolución de Homo sapiens y la validez de las teorías conocidas como poligenismo y la teoría de la Emigración Africana.
Los partidarios de la clasificación de los neandertales como subespecie consideran que el tiempo transcurrido una vez que se produjo la bifurcación del último antepasado común del hombre de Neandertal y del humano anatómicamente moderno en dos poblaciones que evolucionaron independientemente debido al aislamiento reproductivo no fue suficiente para que se produjese la especiación, postura sustentada por la evidencia fósil y genética de hibridación entre las dos poblaciones, y concordante con el criterio propuesto por Ernst Mayr para distinguir especies existentes, basado en la capacidad de producción de descendencia viable fértil. En consonancia, desde la publicación de los resultados que confirman la presencia de genes neandertales en humanos modernos, cada vez más expertos utilizan la denominación Homo sapiens neanderthalensis, algunos afirmando que de hecho es la taxonomía correcta o la más aceptada.
La clasificación como especie separada se apoya en las diferencias morfológicas entre neandertales y humanos, significativamente mayores que las variaciones normales entre individuos de la misma especie. Este criterio está más extendido entre los paleontologistas. Por otro lado, la compatibilidad biológica entre neandertales y humanos también se ha cuestionado tras estudios de la distribución de genes neandertales en el genoma nuclear y la ausencia de genoma mitocondrial en los humanos modernos, consistente con el fenómeno de «infertibilidad híbrida» que ocurre en muchos casos de apareamiento de especies normalmente consideradas como separadas. También existe la posibilidad de que los genes arcaicos presentes en los actuales Homo sapiens tengan su origen en los ancestros comunes de humanos y neandertales y que no se haya producido hibridación posterior.

## Anatomía

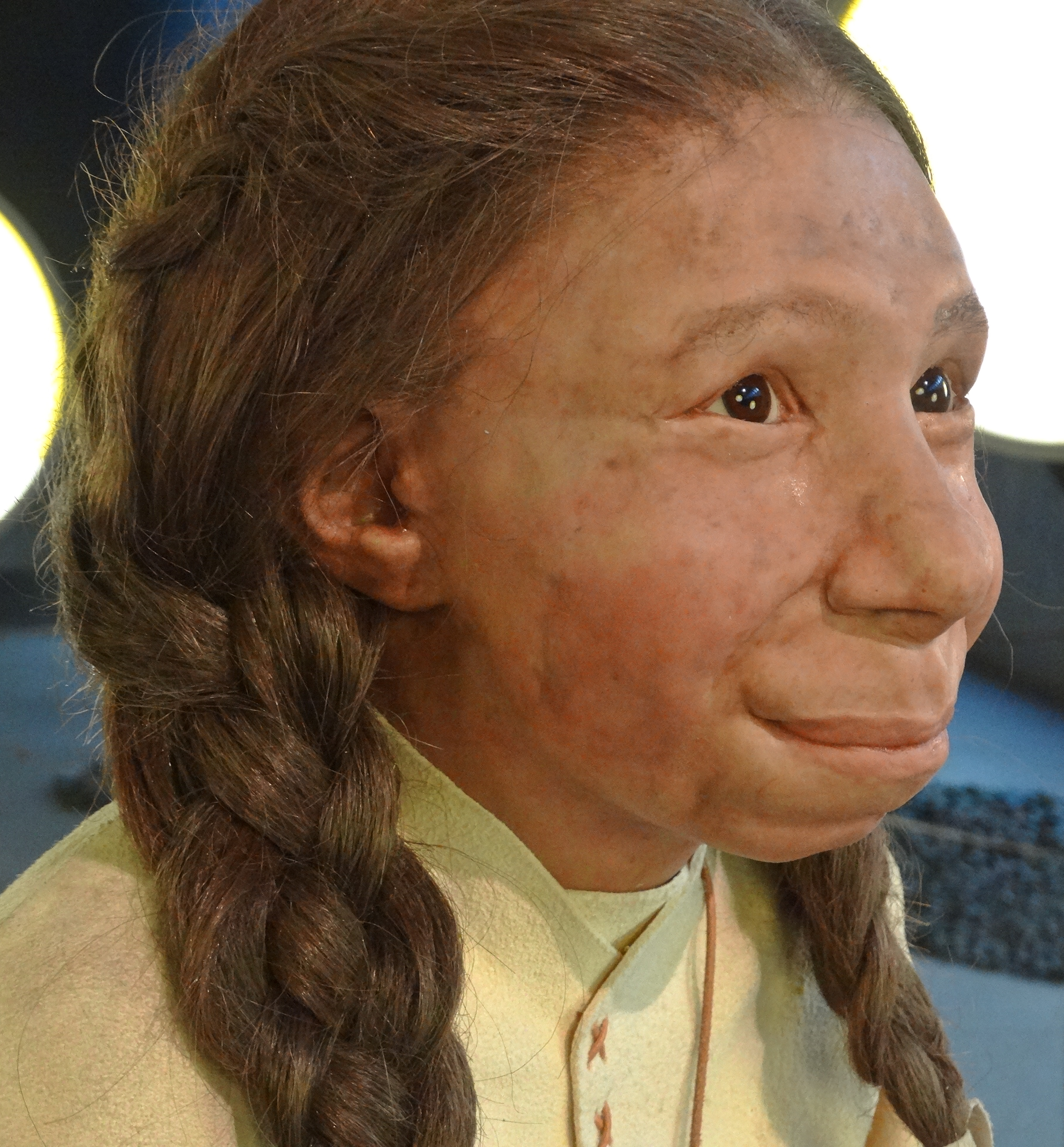
Reconstrucción de una niña Neandertal en el Museo de Neanderhal.

Los neandertales fueron una especie bien adaptada al frío extremo congruente con la cuarta y última glaciación. Tenían un cráneo alargado y amplio, baja estatura y complexión robusta, amplia caja torácica y nariz amplia de aletas prominentes; son rasgos que pueden denotar una adaptación a climas fríos, como se puede observar actualmente en las poblaciones del Ártico y muy probablemente eran dueños de un olfato más desarrollado que el del hombre moderno.[cita requerida] Según otra interpretación, la morfología nasal del neandertal es parte de los rasgos faciales asociados a la masticación. Esta robustez esquelética produjo una capacidad de sostener unos músculos de mayor tamaño que, gracias a su ubicación para aumentar al máximo la acción de palanca, otorgaron al neandertal una fuerza física superior a la del Homo sapiens. Con base en los esqueletos de neandertal encontrados en los enterramientos de Shanidar (Irak), se teoriza sobre la posibilidad de que las poblaciones más orientales presentasen una anatomía ligeramente más grácil que la de las poblaciones europeas.
Sus características biométricas, a partir de los huesos fósiles descubiertos hasta ahora (unos 400 individuos), se basan en el mantenimiento de la tendencia a aumentar y mantener la robustez corporal que ya se observa con anterioridad en Homo heidelbergensis. El esqueleto postcraneal robusto da lugar a una configuración corporal achaparrada, con una baja estatura, en la que tiende a reducirse el tamaño de las extremidades y a aumentar el volumen corporal; estas son características físicas propias de especies adaptadas a climas fríos. Poseía una pelvis ancha, extremidades cortas y robustas, un tórax en forma de barril, arcos supraorbitales resaltados, frente baja e inclinada, rostro prominente, mandíbula sin mentón y gran capacidad craneal —1550 cm³—, igual o incluso mayor que la de los hombres modernos. 
Un neandertal medio podía alcanzar unos 1,65 m a 1,70 m, era de contextura pesada, dentadura prominente y musculatura robusta, rondando los 70 kg de peso. Si bien su estructura ósea no los hacía corredores de larga distancia, sí podían hacer cortas y rápidas carreras persecutorias o escapistas; eran sobre todo caminantes de largas distancias. Los últimos análisis biométricos sugieren que los neandertales poseían menor resistencia que el ser humano moderno.
Estudios anatómicos han determinado que el neandertal podía articular una fonética limitada respecto a la que actualmente posee el hombre moderno, debido a la ubicación de la laringe, situada más arriba que la de este. Otros estudios recientes indican que los neandertales podían dar grandes mascadas a su alimento gracias a una mayor apertura bucal. La expectativa de vida de un miembro adulto en un medio ambiente tan extremo, riguroso y hostil no sobrepasaba los cuarenta años en los hombres y treinta en las mujeres.

### Comparación craneal con los primeros humanos modernos

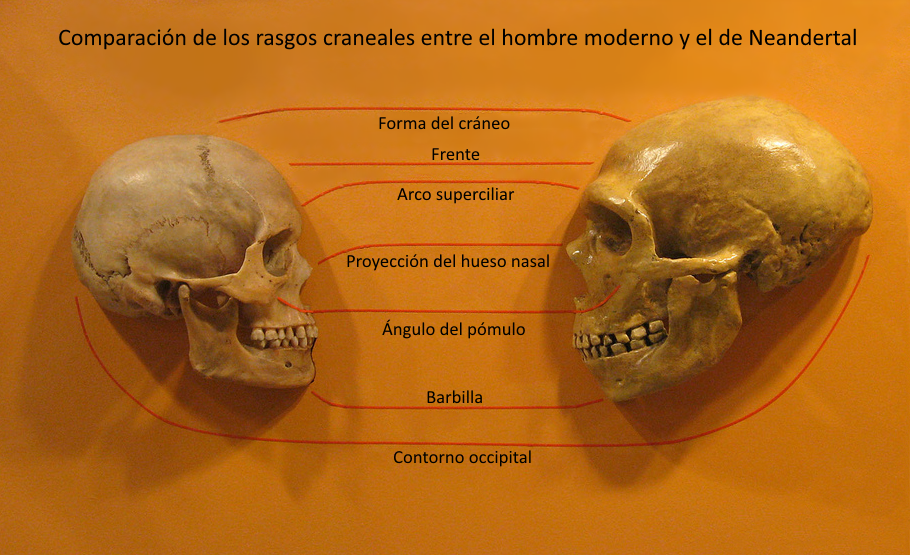
Comparación entre los cráneos de un Homo sapiens y un Homo neanderthalensis.

Cada uno de los rasgos tomados en consideración puede aparecer por separado en cualquiera de los dos grupos, variando en grado y en frecuencia, pero la tendencia es que se den de forma conjunta.
| Neandertales                 | Primeros humanos modernos         |
| ---------------------------- | --------------------------------- |
| gran moño occipital          | pequeño moño occipital            |
| frente huidiza               | frente vertical                   |
| torus supraorbitario marcado | torus supraorbitario casi ausente |
| prognatismo mediofacial      | cara plana                        |
| ausencia de mentón           | presencia de mentón               |
| espacio retromolar           | sin espacio retromolar            |

El cráneo de Neanderthal es típicamente más alargado y menos globular que el de la mayoría de los humanos modernos, y presenta mucho más un moño occipital. En los neandertales la frente era baja con grandes senos frontales, la fosa canina está ausente. Asimismo, se da un retraimiento del hueso cigomático y la nariz es grande y prominente, prognatismo mediofacial, también se caracterizan por un amplio espacio retromolar.
Esta proyección facial hacia delante de los neandertales muestra sus repercusiones en la configuración dental, permitiendo la aparición de un espacio entre el último molar y la rama ascendente de la mandíbula (espacio retromolar), en el cual había espacio suficiente para haber albergado un hipotético cuarto molar en caso de necesidad. La dentición de los neandertales muestra una ligera diferenciación entre las piezas anteriores, más prominentes y con signos de uso intensivo, y las piezas posteriores, de un tamaño más reducido.

### Alimentación
Durante mucho tiempo se consideró que la dieta de los neandertales estaba basada en la carne, especialmente de animales como caballos, cérvidos y grandes bóvidos, además del consumo de mamuts y rinocerontes. Sin embargo, los estudios y hallazgos más recientes han contribuido a cambiar esta idea, mostrando una dieta mucho más diversificada y acorde con el medio que habitaban. Por ejemplo, en ambientes mediterráneos las fuentes de alimento también incluyen animales pequeños, como pájaros, tortugas o conejos; por su parte en los ambientes costeros se han hallado rastros del consumo de moluscos marinos y otros animales marinos como focas y delfines. Además, se ha descubierto que uno de los elementos más importantes de su dieta era la ingesta de frutos y vegetales (rondando el 80 % de su dieta), los cuales cocinaban con ayuda del fuego. Preparaban una pasta machacándolos con un poco de agua y cocían esa especie de tortitas en piedras planas calentadas sobre el fuego. Incluso se ha encontrado evidencia de que utilizaban diversas plantas como remedio natural contra dolores y enfermedades (como hacen hoy en día las tribus más aisladas de Homo sapiens), tales como el consumo de corteza de álamo a modo de analgésico natural.
Dado que los neandertales tuvieron una dieta más variada y rica de lo tradicionalmente considerado, ello implica que tuvieron complejas y diversas técnicas de caza y de recolección que les permitieron adaptarse al medio en el que vivían. En cualquier caso, su dieta dependió de la disponibilidad local.
Por último cabe señalar que desde los primeros momentos de la especie se han encontrado restos de otros neandertales con marcas de haber sido procesados para extraer la carne de ellos. El análisis dental de los individuos establece que no existe relación entre el consumo de otros neandertales y periodos de escasez de alimentos, sugiriendo que el canibalismo aparece como una conducta ritualística (véase más abajo).

### Capacidad de lenguaje articulado

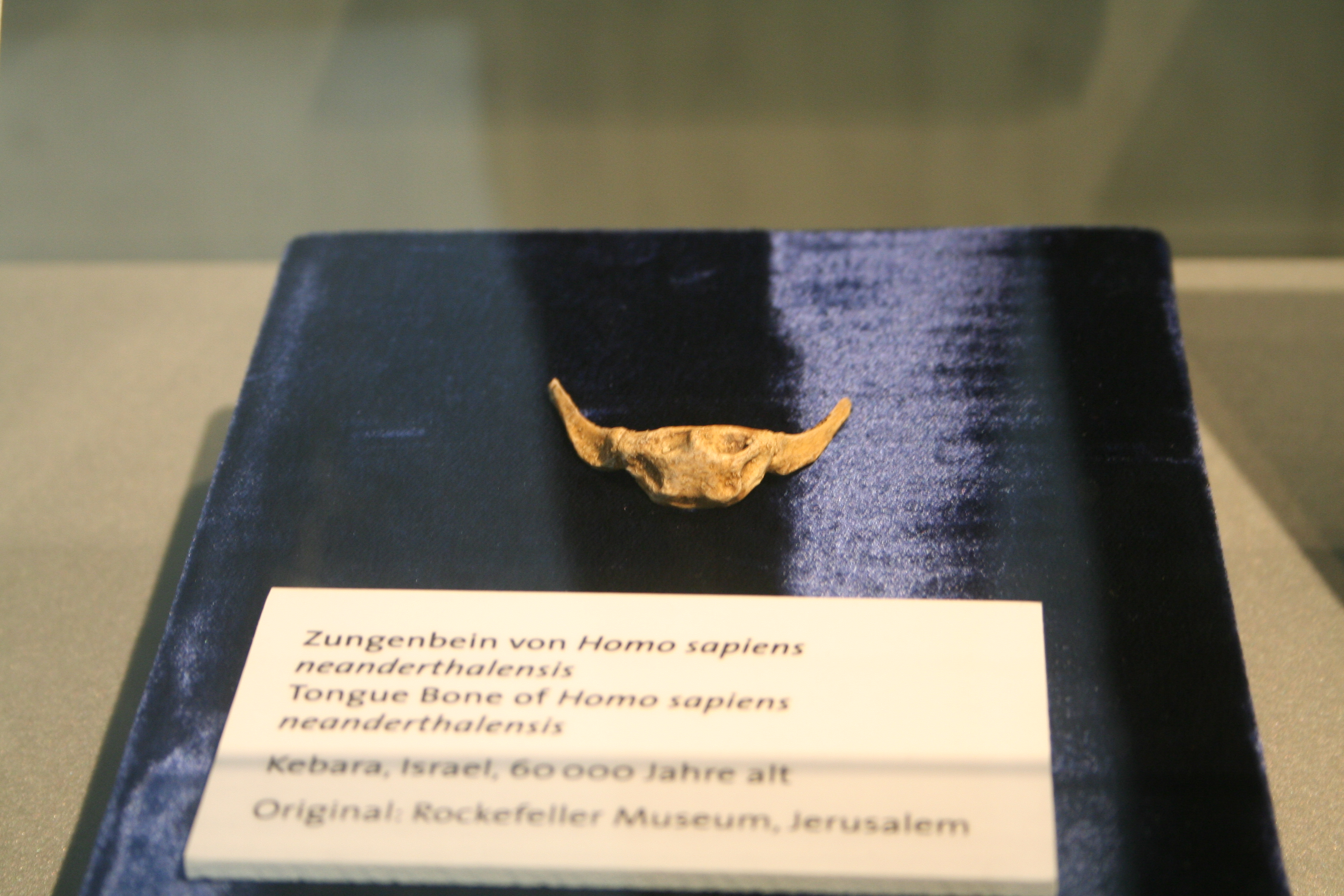
Hueso hioides de Kebara 2.

Actualmente, la cuestión acerca de qué forma de comunicación manejaban los neandertales, si un lenguaje relativamente similar al moderno (con estructura compositiva y reglas gramaticales, de modo que un número limitado de palabras se combina para crear un número ilimitado de frases posibles) o algunas formas menos desarrolladas y, en cierto sentido, más próximas al sistema de comunicación de los simios, presenta una gran polémica entre los investigadores, que presentan numerosas pruebas que favorecen una u otra postura.
Entre los autores que consideran que los neandertales no usaban un lenguaje como tal está el arqueólogo Steven Mithen, de la Universidad de Reading, que defiende la teoría de que tenían un sistema de comunicación «Hmmmm» (es decir, holístico, manipulador, multimodal, musical y mimético). Lieberman realizó un modelo coincidente con la opinión de Mithen: la situación del cuello adelantado y la disposición de la laringe parecerían haber dificultado un lenguaje articulado. Una de las bases para esta teoría es el hecho de que, a diferencia del resto de primates, los humanos modernos presentamos un descenso de la laringe durante nuestra infancia, haciendo que esta termine confluyendo con la faringe y permitiendo a nuestra especie el modular una amplia gama de sonidos. Este descenso de la laringe queda reflejado en la anatomía de la base del cráneo, que a diferencia de nuestros parientes hominoideos forma un ángulo recto; dado que los restos de neandertal no muestran este rasgo, esto parece indicar que estos todavía no habían sufrido el descenso de la laringe que les permitiese realizar un lenguaje articulado.

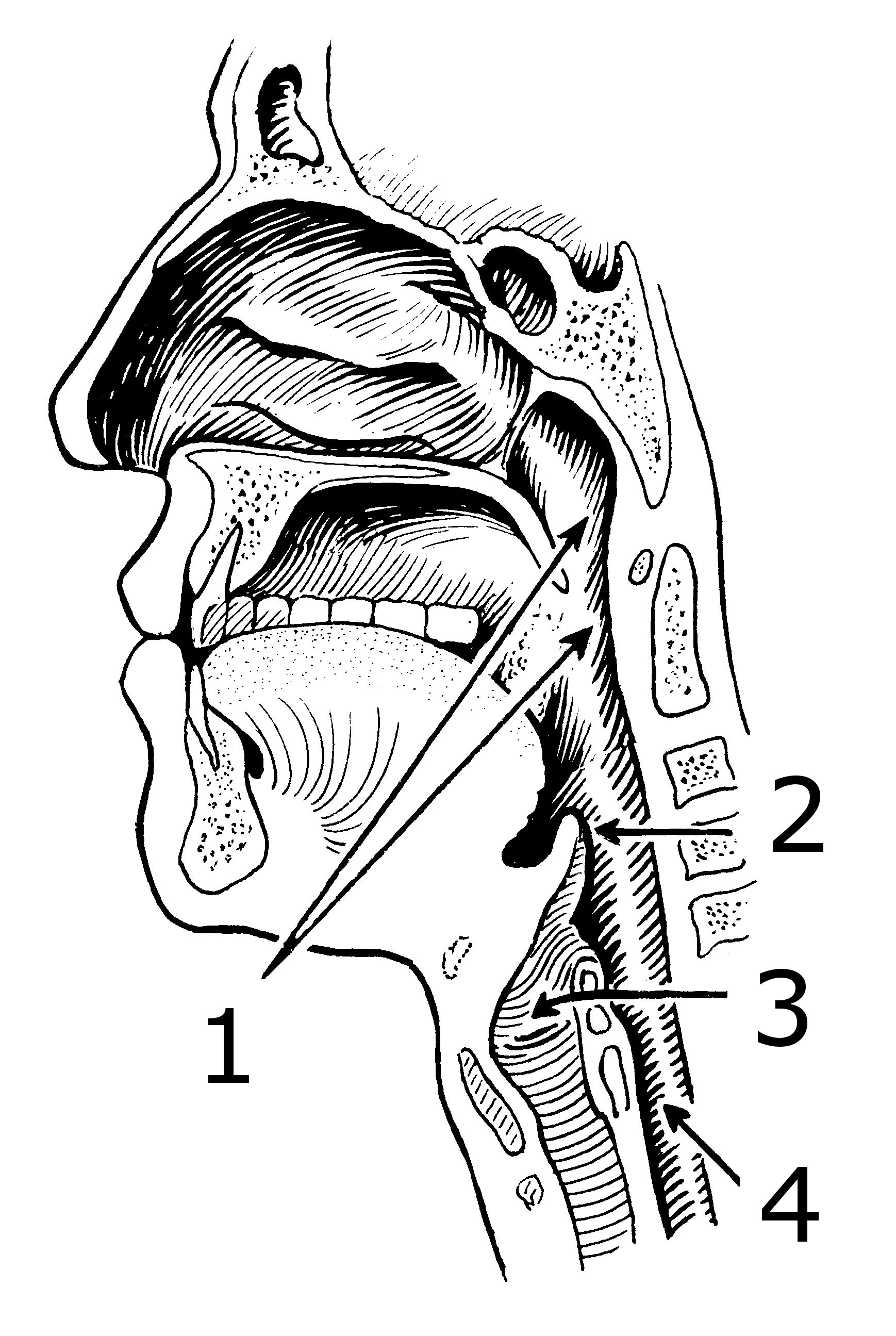
Estructura interna de la garganta del ser humano moderno. A diferencia de en los simios y otros mamíferos la laringe ocupa una posición baja, que nos permite el desarrollo del lenguaje.(1.Faringe, 2.Epiglotis, 3.Laringe, 4.Esófago).

Sin embargo, otros estudios suponen que el hioides estaba lo suficientemente desarrollado y posicionado como para la emisión de fonemas discretos con capacidad simbólica, aunque de un modo mucho más tosco que en el Homo sapiens. Incluso en el caso de no mostrar un hioides tan desarrollado como el nuestro, esto no implica que no pudiese haber accedido a un lenguaje relativamente sofisticado, ya que del mismo modo nuestros parientes los chimpancés y los bonobos no poseen esta capacidad del lenguaje y, sin embargo, son capaces de expresar emociones a través de diversos chillidos y gestos faciales. Por otro lado, en el ADN obtenido de restos neandertales se ha encontrado una variante del gen FoxP2 relacionado con el habla en H. s. sapiens, lo cual implica que, desde el punto de vista genético, estaban capacitados para el lenguaje. Además, en los últimos años se han encontrado algunos hioides atribuidos a neandertal cuyo estudio, además de señalar su similitud con el nuestro, indican que esta especie tuvo la capacidad de desarrollar un lenguaje complejo.

### Pulgares
Al parecer, los dedos pulgares de los neandertales se adaptaron para el uso de herramientas con mango. Además, desarrollaron agarres de precisión, sosteniendo los objetos entre la punta del dedo y el pulgar, mejores que los agarres de fuerza, según las investigaciones realizadas por Ameline Bardo, de la Universidad de Kent.

## Genómica
La extracción de ADN de esqueletos de neandertales entraña muchos problemas, debido a la contaminación de las muestras con bacterias que colonizaron los cuerpos de los neandertales después de su muerte y con material genético humano proveniente de la manipulación de los huesos durante la excavación y en el laboratorio. A la hora de secuenciar el genoma, se escoge la muestra que menor grado de contaminación tenga; para ello se analiza el porcentaje de ADN mitocondrial humano y neandertal por reacción en cadena de la polimerasa, ya que los ADN tan antiguos son muy fáciles de contaminar. Además, su antigüedad hace que durante su manipulación para la secuenciación haya que tener especialmente en cuenta y corregir los errores y artefactos que se suelen introducir por esta edad. A pesar de estas dificultades, se ha logrado extraer ADN de varios ejemplares y se han obtenido secuencias tanto del ADN mitocondrial como del nuclear.
En las primeras investigaciones sobre el genoma del neandertal, lo que se intentaba era lograr extraer el mayor número posible de secuencias, las cuales se comparaban con genomas de diversas especies como humanos, chimpancés, ratones o microorganismos, entre otras, con el fin de continuar únicamente con las que tenían similitud con primates y extraer toda la información posible de ellas, como tiempos de divergencia entre especies o tamaños efectivos de población o flujo genético por ejemplo.
En estas primeras investigaciones no se lograba una amplia cobertura del genoma con estas secuencias simplemente. Sin embargo, hasta 2013 no se consigue secuenciar el genoma completo del neandertal (por el grupo de Svante Pääbo, del Instituto Max Planck de Antropología Evolutiva de Leipzig). Para la secuenciación, tanto en las primeras investigaciones como en estas últimas, ha sido muy importante la técnica de secuenciación desarrollada por la empresa 454 Life Sciences, denominada Pirosecuenciación.

### Genoma nuclear
La primera secuencia del genoma nuclear fue publicada en 2010. En este proyecto se secuenciaron un total de 5525 millones de nucleótidos, que constituyen cerca del 63 % de la totalidad, a partir de tres muestras procedentes del yacimiento croata de Vindija, correspondientes a tres individuos femeninos diferentes, y se complementó con la secuenciación parcial de otros tres neandertales procedentes de Mezmaiskaya (Rusia), de Feldhofer y de la cueva de El Sidrón (España). La contaminación con ADN moderno fue calculada, a partir de diferentes marcadores genéticos, entre el 0 y el 0,5 por ciento. Este primer estudio confirmó la presencia de genes neandertales en poblaciones euroasiáticas. La secuencia completa del genoma de los neandertales se logró en 2013.
Los genomas de Homo sapiens sapiens y Homo sapiens neanderthalensis tienen prácticamente el mismo tamaño y coinciden en un 99,7 %, comparando el orden exacto de las bases nitrogenadas en la doble cadena de nucleótidos. Sin tener en cuenta dicho orden, son idénticos en un 99,84 %. Se han encontrado un número bajo de sustituciones, inserciones y deleciones, que afectan solamente a 87 genes. Además, también se ha estudiado la existencia de regiones afectadas por selección positiva entre humanos y neandertales, es decir, que se han cambiado y fijado rápidamente, y se han mantenido; encontrándose 63 regiones, las cuales contienen 112 genes.
Gracias al estudio del genoma neandertal, se han descubierto nuevos datos sobre esta especie. Se sabe que podían ser pelirrojos, por poseer ciertas variantes del gen MC1R asociadas con este color de pelo. También se ha descubierto el locus del grupo sanguíneo ABO y que los adultos tenían intolerancia a la lactosa. La variante del gen del habla FoxP2, característica de los seres humanos modernos, también fue encontrada en los especímenes de El Sidrón, lo que sugiere que los neandertales tendrían las facultades básicas del lenguaje.
El grado de diferencia filogenética entre los neandertales y los humanos modernos confirma que los primeros no eran antepasados directos de H. sapiens sapiens, pero ambas especies tenían antepasados comunes, que de acuerdo con los cálculos realizados en las diferentes investigaciones habría vivido entre hace 706 000 años y 516 000 años. Comparando el genoma completo con el del humano moderno y del chimpancé, se estima que la divergencia entre neandertales y humanos modernos ocurrió hace 660 000 ± 140 000 años. Otro estudio sostiene que la separación entre las dos especies habría ocurrido entre 270 000 y 440 000 años antes del presente.

### Genoma mitocondrial
El primer análisis del ADN mitocondrial neandertal tuvo lugar en 1997, a partir de un individuo de la cueva de Feldhofer (Alemania). Este primer análisis reveló que las diferencias genéticas entre H. s. neanderthalensis y H. s. sapiens son significantemente mayores de las que se observan entre diferentes humanos modernos. También se determinó que el ejemplar examinado no presentaba mayor similitud con los europeos que con otros grupos humanos, al contrario de lo que podría esperarse dada la presencia en la misma zona geográfica. Posteriores análisis de ADN mitocondrial neandertal en 1999 (Rusia), 2000 (Croacia) y otros, corroboran estas conclusiones; y se concluye que no existe ninguna evidencia de contribución neandertal en el acervo genético mitocondrial de la actual población humana. Suponiendo que la antigüedad del ancestro común más reciente humano-chimpancé es de 4-5 millones de años, el ADN mitocondrial revela que la antigüedad del ancestro sapiens-neandertal sería de 550-690 mil años.

### Genética del cromosoma Y
Al igual que lo que sucede con el genoma mitocondrial, de acuerdo con un amplio análisis del cromosoma Y humano, no se ha encontrado ninguna secuencia del cromosoma Y neandertal en los humanos modernos, por lo que lo más probable es que esté extinto. La divergencia entre H. sapiens y el neandertal tendría una antigüedad aproximada de 590 mil años.

### Hibridación conHomo sapiens
El análisis del genoma nuclear apunta a un aporte neandertal al acervo genético de los humanos modernos. Los humanos actuales no africanos poseen entre el 1 y el 4 % de genes arcaicos por persona que se pueden atribuir a la hibridación con neandertales. El cruce entre especies podría haber tenido lugar cuando el ser humano moderno llegó a Oriente Medio tras salir de África. En octubre de 2014 se secuenció el genoma completo de un individuo moderno, conocido como el hombre de Ust’-Ishim, que murió hace 45 000 años en la actual Siberia y que poseía un 21 % de ADN neandertal; de acuerdo con la distribución de genes neandertales en este espécimen, se calcula que la hibridación tuvo lugar hace 50 o 60 mil años. También se ha hallado un fósil de un posible híbrido: el llamado Niño de Lapedo.
Se calcula en un 20 % la cantidad total del genoma neandertal que ha sobrevivido en humanos modernos. Este porcentaje es mucho mayor si se examinan solo ciertos genes presentes en la población humana actual ajena a África, como los de la piel y el pelo y los implicados en enfermedades como la diabetes tipo 2, la enfermedad de Crohn, el lupus y la cirrosis biliar. En el caso de los genes involucrados en la pigmentación de la piel, el aporte neandertal alcanza una frecuencia de hasta un 70 % en europeos, y se considera probable que estos genes confirieran a los humanos modernos provenientes de África una mejor adaptación a las condiciones en latitudes altas, lo que explicaría su permanencia y expansión en el genoma por selección natural. En otro estudio publicado en Science se demostró que algunas secuencias genéticas provenientes de los neandertales aumentan el riesgo para desarrollar depresión, adicción al tabaco, problemas de coagulación, y lesiones pre-cancerígenas de la piel.
El análisis del ADNmt completo de un fémur arcaico de la cueva Hohlenstein-Stadel (HST) en el suroeste de Alemania, datado en 124 000 años, dio como resultado su clasificación como Neanderthal, pero de un linaje de ADNmt divergente que se separó de los demás neandertales  por lo menos 270 000 años. Este descubrimiento, así como la afinidad más cercana del ADN mitocondrial de los neandertales (ADNmt) con los humanos modernos con respecto a los denisovanos han sugerido el flujo de genes de una fuente africana a los neandertales y evento de introgresión del ADNmt Neanderthal por la hibridación con una migración arcaica desde África. El tipo de ADNmt Denisovano era común entre los antepasados neandertales de Eurasia (por ejemplo, Sima de los Huesos) y luego fue reemplazado en gran parte por un ADNmt africano introgresivo que evolucionó hacia el tipo de ADNmt de Neandertal del Pleistoceno tardío.
Por otro lado, también se ha hallado que otros genes neandertales han sufrido una selección negativa. Por ejemplo, la contribución genética neandertal es muy baja en ciertas regiones del cromosoma X, así como genes expresados en los testículos. Esta distribución sugiere que los alelos neandertales causaban infertilidad masculina. David Reich, coautor del estudio interpreta los resultados como evidencia de que los humanos y neandertales eran casi «biológicamente incompatibles».

#### Historia hasta 2014
No se ha hallado ADN mitocondrial neandertal en Homo sapiens. Paul Mason y Roger Short proponen tres posibles explicaciones:
1. El genoma mitocondrial presentaba mutaciones que causaron la extinción de los individuos que lo heredaban.
2. Los descendientes híbridos de madres neandertales se incorporaron a los grupos neandertales y se extinguieron con ellos.
3. La descendencia de madre neandertal y padre sapiens era estéril, algo que se ha observado en otros casos de hibridación entre especies.[73]

A su vez, los estudios del cromosoma Y tampoco presentan indicios de mestizaje entre neandertales y humanos modernos; una hipótesis para explicar este resultado es que algunos genes presentes en el cromosoma Y neandertal podrían producir una respuesta inmune en madres humanas que dañaría al feto.

### Hibridación con el Homínido de Denísova
Se estima que el Neandertal y el Homínido de Denísova se separaron hace unos 600 000-744 000 años. Con la secuenciación del genoma del homínido de Denísova, encontrado en las cuevas de Denísova en la región siberiana de Altái, se ha demostrado que el 17% de su genoma es ADN Neandertal.
Posteriormente, la secuenciación completa del genoma del ADN de un fragmento de hueso de 90 000 años, Denisova 11 (Denny), mostró sorprendentemente que pertenecía a un híbrido cuyo padre era denisovano y cuya madre era neandertal, siendo el primer híbrido de primera generación jamás hallado. A partir de este mismo fósil se pudo comprobar que el padre denisovano de Denisova 11 tenía algunos ancestros neandertales de una población diferente a la de la madre neandertal de Denisova 11, calculándose que se habrían separado unas 300-600 generaciones antes.
Esto parece demostrar que estas dos especies se cruzaban más de lo esperado, ya que la posibilidad de que fuese algo inusual y a la vez encontrar un fósil de primera generación sería muy baja.

### Epigenética
En 2014, fue publicado un estudio sobre la epigenética del neandertal y el Homínido de Denísova, más concretamente se publicó la metilación completa de su ADN. El mapa de metilación del ADN reconstruido permitió evaluar los niveles de actividad de los genes en todo el genoma neandertal y compararlos con los humanos modernos. El estudio fue posible gracias a que los procesos de degradación del ADN antiguo, dejan diferentes marcas en las regiones metiladas y no metiladas del genoma. 
Uno de los principales hallazgos fue acerca de la morfología de las extremidades de los neandertales. Se encontraron que los cambios en los niveles de actividad del grupo de genes HOX estaban detrás de muchas de las diferencias morfológicas entre los neandertales y los humanos modernos, incluidas las extremidades más cortas, los huesos curvos.

## Cultura y conducta

### Sociedad
La estructura social de esta especie era similar a las modernas sociedades de cazadores recolectores del Homo sapiens. Mostraron así estar unidos por lazos emocionales y poseer capacidades tales como el altruismo, dado que cuidaron de individuos débiles o enfermos que de otro modo no habrían logrado sobrevivir. Sin embargo, se cree que, con base en el reducido tamaño de los grupos y el estilo de vida nómada, los neandertales sentían poca predilección por confraternizar con los grupos ajenos, concentrando las interacciones sociales en torno a los individuos del clan. Incluso se han hallado restos que apuntan a una división del trabajo con base en el sexo del individuo.
La idea tradicional postulaba que los niños de esta especie recibían una menor atención por parte de los adultos en comparación al humano moderno, viendo la infancia neandertal como especialmente dura, difícil y peligrosa; diversos fósiles de individuos jóvenes muestran existencia de huesos con signos de enfermedades y heridas sin curar durante meses, incluso años. Sin embargo, un estudio conjunto de 2014 entre investigadores del Centro de Paleoecología Humana y Origen Evolutivo y del departamento de Arqueología de la Universidad de York llevaron a cabo un estudio en el cual sugieren que los jóvenes neandertales tenían una mayor integración dentro del grupo, y por tanto se les brindaba mayor protección de la propuesta anteriormente. Estos individuos muestran un mayor simbolismo que entre los adultos, incluyendo el mayor grado de elaboración de sus tumbas. De este modo la aparente falta de atención en la infancia realmente mostraría las consecuencias de vivir en un entorno hostil.
Prueba de la compasión entre miembros de un mismo grupo es el hallazgo en la cueva de Shanidar, Kurdistán, de un individuo que habría logrado alcanzar la vejez a pesar de la amputación del antebrazo, la presencia de varias lesiones en la pierna derecha, ceguera de un ojo y una sordera congénita. La supervivencia de este individuo habría sido imposible sin el cuidado de otros neandertales, ya que sus diversas heridas y alto grado de discapacidad le habían convertido en una presa fácil para los depredadores.

### Industria lítica

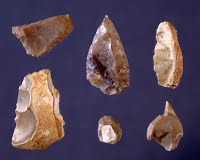
Útiles de sílex pertenecientes al musteriense, Paleolítico medio.

La cultura material que se asocia a los neandertales se conoce como cultura Musteriense, así llamada por haber sido encontrada por primera vez en el yacimiento arqueológico Le Moustier, en Francia. La cultura musteriense está caracterizada por la técnica de talla Levallois, en el cual el núcleo de piedra se preparaba para ir extrayendo lascas preconcebidas por el tallador, que posteriormente serían retocadas para adecuarse a distintos usos.
Estas herramientas fueron producidas usando martillos de percusión blandos, de hueso o madera. En los últimos tiempos de los neandertales aparece en el registro arqueológico el estilo Châtelperroniense, considerado como más «avanzado» que el musteriense. En el siglo XX se asociaba el Châtelperroniense al Homo sapiens, pero en la actualidad muchos investigadores consideran esta cultura como de transición hacia el Paleolítico superior y probablemente propia de los neandertales.[cita requerida]
También se sabe que los neandertales enmangaron soportes líticos utilizando brea de abedul. Con este propósito, extrajeron brea de la corteza de abedul desde hace unos 200 000 años. Un estudio de 2019 mostró que la producción de brea de abedul puede ser un proceso bastante simple, utilizando fuegos domésticos al aire libre.

### Estructura de los asentamientos
Los asentamientos neandertales muestran una estructura compleja, con lugares destinados a usos muy específicos (lugares de vida en común, zonas de dormitorio, etc.), los cuales se estructuraban en torno a una hoguera. Esta estructura se debe a que esta especie situó el fuego como centro de una gran parte de sus actividades domésticas, desde el asado y cocción de los alimentos hasta el aprovechamiento de la luz y el calor generados para dar forma a sus instrumentos.
Gracias a esta información se ha podido deducir el número de integrantes que formaban los grupos. Lo más habitual es encontrar grupos reducidos de entre 5 y 15 individuos probablemente emparentados entre sí (pudiendo llegar en ocasiones a la consanguinidad) que se desplazaban con frecuencia a lo largo de su territorio. Sin embargo, esto no excluye que en momentos puntuales (como épocas de mayor abundancia o durante las migraciones animales) estos grupos pudiesen unirse, formando comunidades más grandes. En este sentido, el registro arqueológico analizado en los estudios territoriales de patrones de asentamiento de neandertales nos indica una gran variedad de ocupaciones según su función y localización, con campamentos estacionales, campamentos de corta duración y zonas con actividades económicas complementarias recurrentes y efímeras con diferentes emplazamientos en varios biotopos y ecotonos.
El yacimiento más antiguo del uso controlado y continuo del fuego en Europa data de hace 350 000 años, a partir del cual su utilización comienza a extenderse a lo largo del continente hasta hace unos 100 000 años, donde ya está presente en todos los sitios habitados por neandertales. Esta expansión del fuego parece coincidir con una diversificación de la dieta.

### Canibalismo ritual
El canibalismo es algo probado en diferentes yacimientos neandertales, como Moula-Guercy, Vindija o Goyet. Muchos de los restos óseos neandertales presentan marcas de corte y de desarticulación realizadas con herramientas de piedra, así como alteraciones del canal medular para la obtención de médula. Las explicaciones que se han dado para cada yacimiento son diferentes. Por ejemplo, en Goyet se habla de canibalismo gastronómico, que es aquella modalidad en la que la carne humana se incluye en la dieta como un hábito alimentario más y no necesariamente revestido de ritualidad o sacralidad.
Las dataciones de los yacimientos demuestra que fue una práctica recurrente entre los neandertales. Los yacimientos mencionados están uno en Francia y el otro en Croacia; el primero está datado en 100 000 años y el segundo en 30 000. También se han encontrado evidencias de canibalismo ritual en El Sidrón (España), en Combe Grenal (Francia), en Krapina (Croacia) y en la cueva de Guattari (Italia). Sin embargo, en este último caso los estudios tafonómicos han determinado que el ensanchamiento del foramen magno no se debe a un origen humano intencionado, sino a uno animal.

### Manifestaciones artísticas y pensamiento simbólico
La producción artística de los neandertales es un gran debate de la Paleoantropología y la Prehistoria, existiendo tres puntos de vista: el predominante hasta las primeras décadas del siglo XXI, que niega capacidades artísticas al neandertal, otro que sostiene que solo los neandertales tardíos del Chatelperroniense produjeron arte, y finalmente, la opinión de que sí existió arte en el Musteriense, es decir, en prácticamente toda la existencia neandertal.
Si los neandertales realizaron manifestaciones artísticas en materiales perecederos, como pieles o madera, estas se perdieron. En huesos se han observado trazos abstractos, marcas paralelas y en zig zag, de las que no se sabe si fueron realizadas por neandertales o humanos modernos, aunque la tesis predominante es que son simples marcas hechas en el descarnado o la alimentación, o mordeduras de carnívoros o roedores. Para algunos especialistas son las primeras manifestaciones de pensamiento simbólico, una especie de proto arte.
Especialmente a partir de 2000 han comenzado a salir a la luz numerosos restos arqueológicos que se han interpretado como prueba de que los neandertales habían adquirido un pensamiento simbólico similar al del Homo sapiens, idea que ha sido ampliamente apoyada por diversos medios de comunicación. Sin embargo, ninguno de ellos era ampliamente aceptado, si bien es cierto que ocurre lo mismo con el H. sapiens del paleolítico medio. Varias de las pruebas que se interpretan como muestra de un pensamiento moderno sonː 

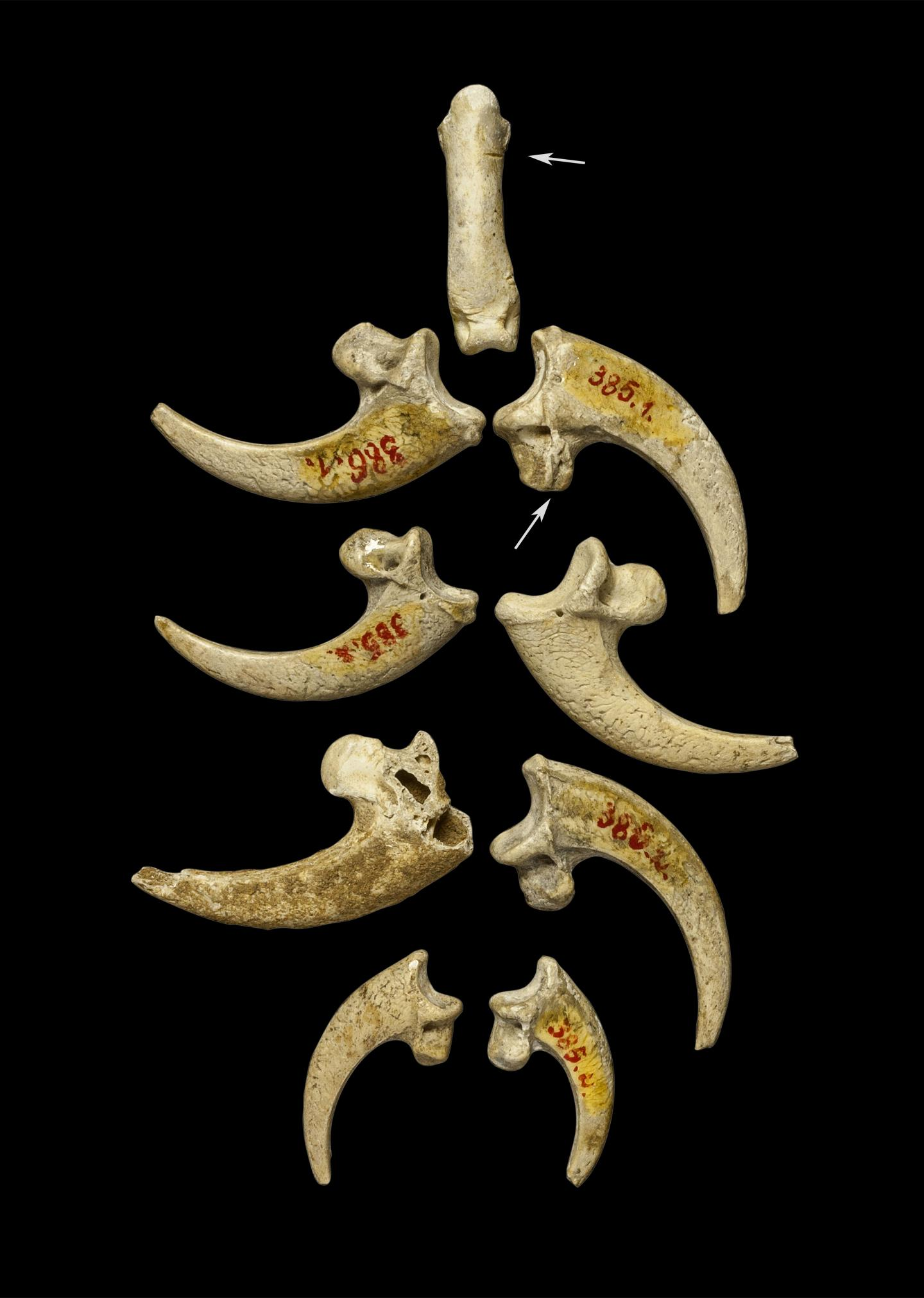
Imagen de garras de águila de cola blanca encontradas en un yacimiento neandertal, en la actual Croacia, que data de hace aproximadamente 130 000 años, y puede ser parte de un conjunto de joyas.

- En diversos yacimientos se han encontrado conchas de moluscos y garras de distintas aves, junto con plumas de varias rapaces y córvidos, que parecen haber sido utilizados en colgantes y otro tipo de ornamentación, o incluso como señal de identidad entre distintos grupos.[20][131]

- Se han encontrado un número creciente de enterramientos neandertales desde que hace aproximadamente 100 000 años estos comenzaran a desarrollar este comportamiento. Estos enterramientos muestran que muchos de los individuos fueron enterrados en posición fetal, e incluso se ha debatido con la posible presencia de ajuares y objetos simbólicos junto a los cuerpos (como flores y otros vegetales y ofrendas de origen animal). Sin embargo, dado que las primeras tumbas aparecen en el Próximo Oriente, se debate la posibilidad de que este comportamiento haya tenido su origen en un intercambio cultural temprano con los sapiens.[20][132]

- Se han encontrado conchas con restos de pigmentos en las cueva de los Aviones y cueva Antón, Murcia (España), las cuales se han sugerido como contenedores de ocre y hematita hechos por neandertales para contener pintura corporal.[133]

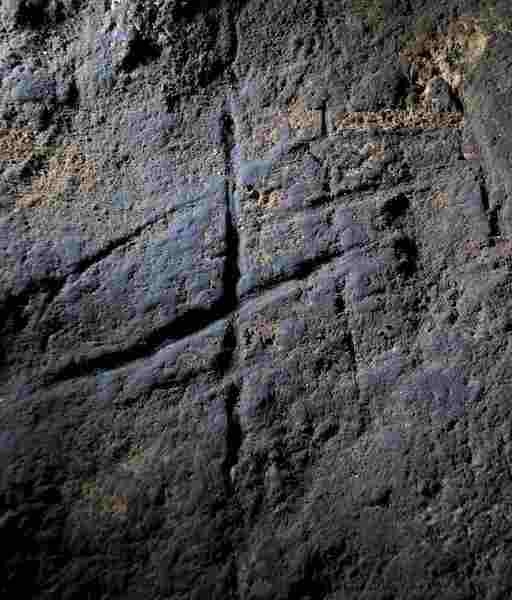
Fotografía de los rasguños encontrados en una pared de la cueva de Gorham, de interpretación polémica.

- En la cueva de Gorham (Gibraltar) se hallaron en 2012 una serie de rasguños en la pared por debajo de un estrato con presencia neandertal, que algunos han interpretado polémicamente como arte.[134][135] Además, en la cueva de Bruniquel se han encontrado dos estructuras circulares, hechas con fragmentos de estalactitas y estalagmitas, cuyos descubridores afirman, debido a la profundidad respecto a la entrada y la antigüedad de estas estructuras, su construcción habría requerido iluminación artificial y que las estructuras habían sido hechas por los primeros neandertales, los únicos humanos en Europa en este momento.[136]

- Una pieza del Musteriense polémica es la Venus de Berejat Ram, figura antropomorfa realizada a base de incisiones, de la que se desconoce si en realidad es una estatuilla o una herramienta construida con fines utilitarios.[137]

- La datación radiométrica de algunas pinturas rupestres de Europa han dado una antigüedad anterior a la época de colonización europea de Homo sapiens. La primera de ellas es la cueva de Nerja la cual, según estudios de 2012, alberga las que podrían ser las pinturas más antiguas de la humanidad.[138] Otro estudio realizado en junio de 2012, publicó los resultados de una investigación científica llevada a cabo por investigadores británicos, portugueses y españoles, bajo la dirección de Alistair Pike, del Departamento de Antropología y Arqueología de la Universidad de Bristol, según la cual algunas pinturas de las cuevas del norte de España, Altamira, El Castillo, Tito Bustillo, entre otras, tendrían una datación de por lo menos 40 800 años. Aparte de convertirlas en la manifestación pictórica más antigua de la humanidad (existen grabados más antiguos en África), también abre la posibilidad, según los antropólogos, de considerar seriamente que sus autores fueran neandertales.[139]

Por otro lado, una investigación llevada a cabo en 2017 respalda la teoría de la incapacidad de los neandertales para realizar pequeñas obras de arte. El análisis biométrico realizado durante este estudio concluye que la falta de creación de obras de arte en esta especie no es debida a la ausencia o presencia de una capacidad mental, sino a la anatomía de sus manos, ya que el menor tamaño de las falanges habría dificultado la fabricación de piezas de pequeño tamaño.
En 2018 se corroboró finalmente la capacidad artística del neandertal, tras la datación de diversos restos hallados en varias cuevas españolas. Estas primeras manifestaciones artísticas proceden de hace unos 65 000 años, tal como se constata por los vestigios de las cuevas de Maltravieso (Cáceres), Ardales (Málaga) y La Pasiega (Cantabria). Estas pruebas confirmarían que los neandertales tuvieron «lenguaje, cognición avanzada y pensamiento simbólico», según el arqueólogo portugués João Zilhão, quien dijo que los neandertales tenían la capacidad de usar símbolos y pensar de manera abstracta, basándose en las cuevas de España. También en España, en el yacimiento de cueva Des-cubierta, en la comunidad de Madrid, se dio a conocer en un artículo publicado en 2023, el hallazgo de una galería con trofeos de caza neandertales, cráneos de grandes herbívoros modificados, exhibidos y mantenidos con una función claramente simbólica y no práctica.

## Hábitat
Dado su amplio rango de supervivencia temporal, los Neanderthales habitaron en una amplia  variedad de regiones, las que tenían un rango variado de temperaturas, en las que se fueron alterando periodos cálidos, más cálidos, templados, fríos y muy fríos a medida que se sucedían los diferentes periodos glaciares e interglaciares.
Entre hace 140 000 y 115 000 años Europa sufrió las condiciones climáticas del Interglaciar Riss-Würm, durante el cual el clima alcanzó condiciones de mayor calidez y humedad que en el Período Holoceno, con el pico más cálido hace unos 125 000 años. 
Durante la fase cálida se ha detectado que se presentaron en el hemisferio norte bastantes variaciones estacionales de temperatura, por lo cual el aumento de temperaturas permitió un aumento en la expansión de los bosques hacia latitudes más septentrionales; los bosques boreales llegaron a crecer en latitudes tan al Norte como la Isla de Baffin mientras que bosques de climas templados llegaron a cubrir grandes extensiones territoriales de la provincia de Oulu, en Finlandia. 
Respecto a la fauna del  Periodo Holoceno se han encontrado restos óseos de animales propios de climas templados como jabalíes, macacos (Macaca sylvana), ciervos, gamos, hipopótamos (Hippopotamus gorgops, Hippopotamus antiquus), elefantes de colmillos rectos (Elephas antiquus), rinocerontes (Stephanorhinus etruscus, S. hemitoechus), bisontes (Bison schoetensacki), pantéridos, linces, úrsidos (Ursus deningeri) y hienas (Crocuta crocuta). Es durante este periodo cuando en Europa tuvo lugar el apogeo de la industria lítica Musteriense, propia del hombre de Neanderthal, situando el apogeo de estos hace unos 100 000 años.

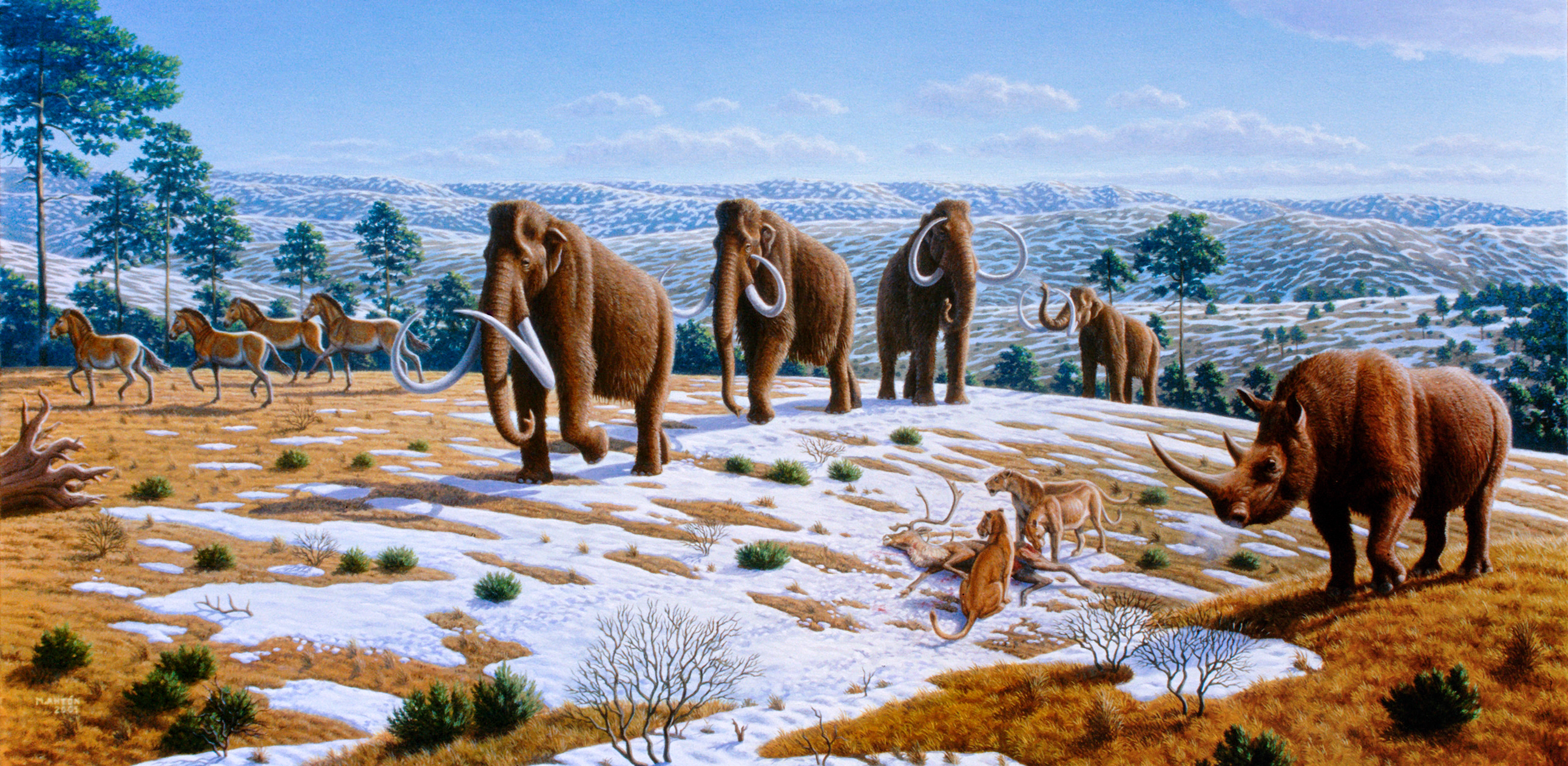
Reconstrucción del paisaje europeo durante la glaciación Würm. Se observan caballos salvajes, mamuts lanudos, leones de las cavernas y un rinoceronte lanudo.

Los registros geológicos y los fósiles encontrados han permitido establecer que hace unos 115 000 años las condiciones climáticas comenzaron a fluctuar y a sufrir un enfriamiento a nivel global, hasta que hace entre los años 75 000 y 60 000 a. C. el planeta entró en una nueva fase glacial (glaciación Würm) que alcanzó su apogeo hace unos 20 000 años. 
Durante esta fase, de la cual datan la mayor parte de restos conocidos, los casquetes polares fueron expandiéndose a latitudes más meridionales (cubriendo buena parte del Norte de Europa), a la par de que los bosques europeos fueron replegándose a las penínsulas del Sur de Europa, siendo sustituidos por un bioma  tundras herbáceas y estepas (conocido coloquialmente como "tundra-estepa"), mejor adaptado a las condiciones de creciente aridez y frío que asolaban el continental. 
Durante esta etapa climática la fauna pasó a estar dominada por animales adaptados a espacios abiertos y fríos, como los mamuts lanudos, los rinocerontes lanudos, los renos, los megaloceros, los bueyes almizcleros, los saigas, los caballos, los leones cavernarios y las hienas de las cavernas; en las latitudes más septentrionales, mientras que los animales mencionados, coexistieron  con especies forestales y montesas, en las áreas de boscosas que subsistieron, estos animales fueron ciervos, corzos, uros, lobos y osos de las cavernas.

## Principales yacimientos
Alemania
- Ehringsdorf

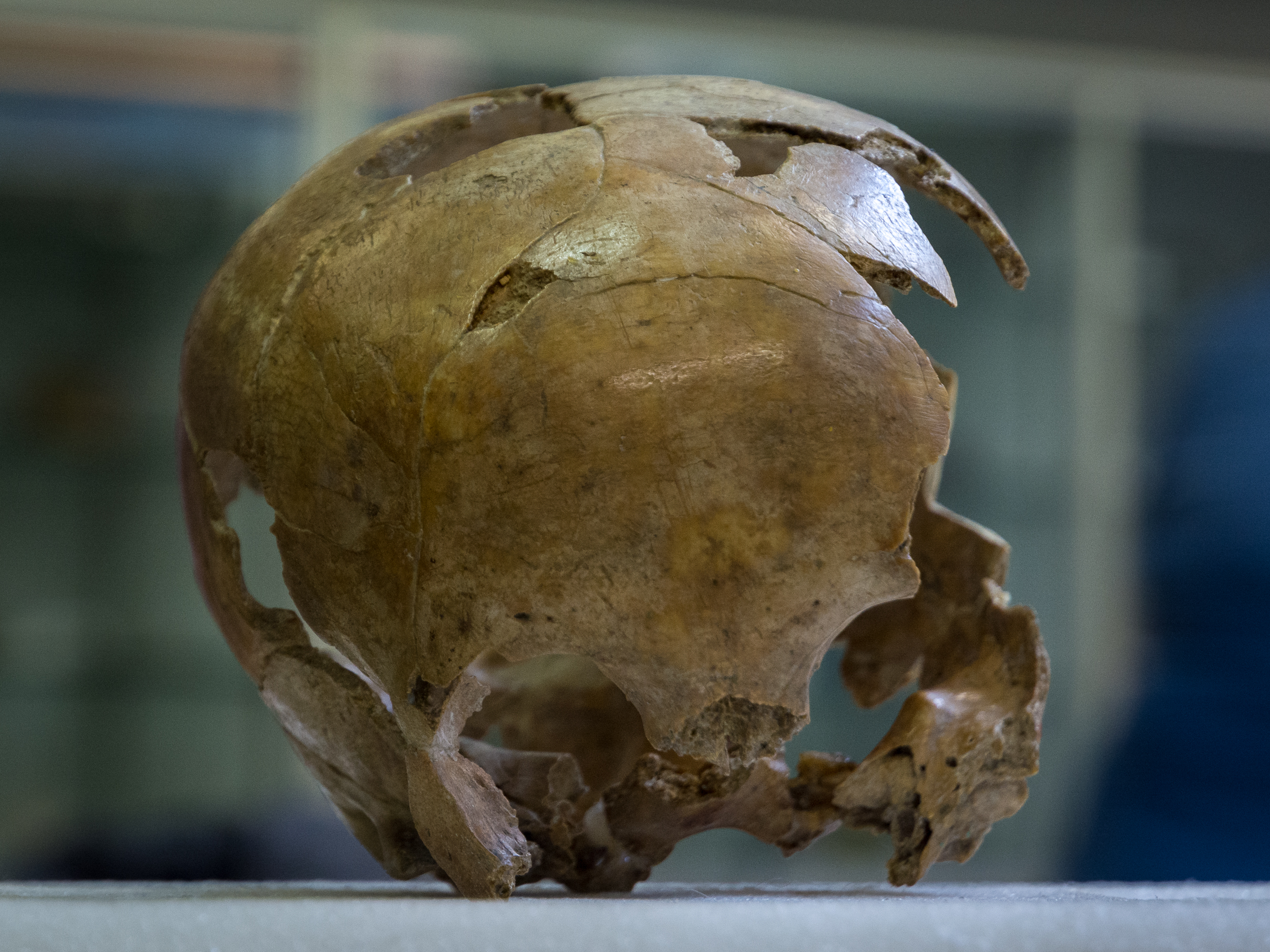
Cráneo Engis 2, el primer neandertal encontrado, 1829. Pertenece un infante de pocos años.

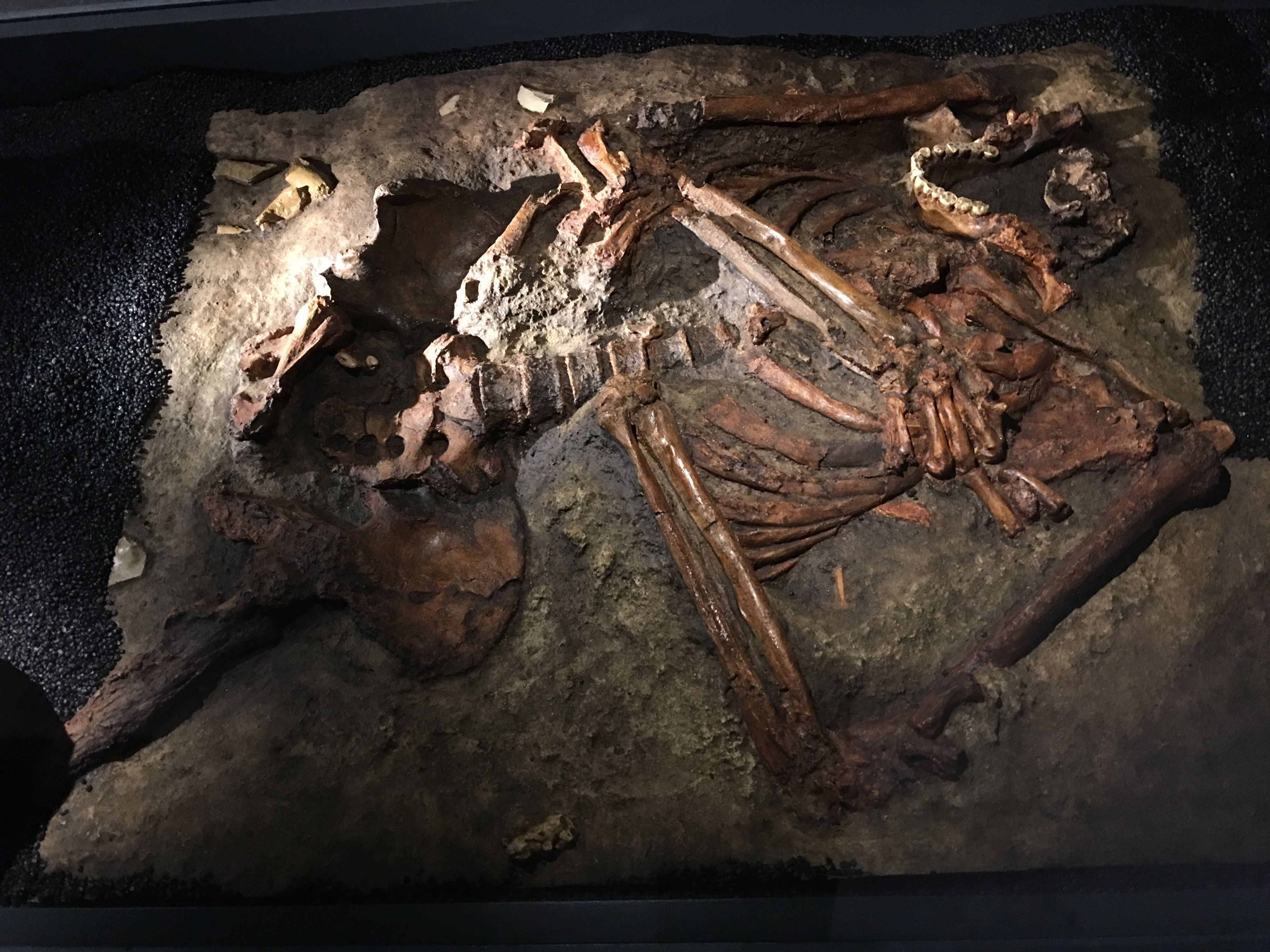
Enterramiento neandertal Kebara 2. Se aprecian algunos útiles de piedra.

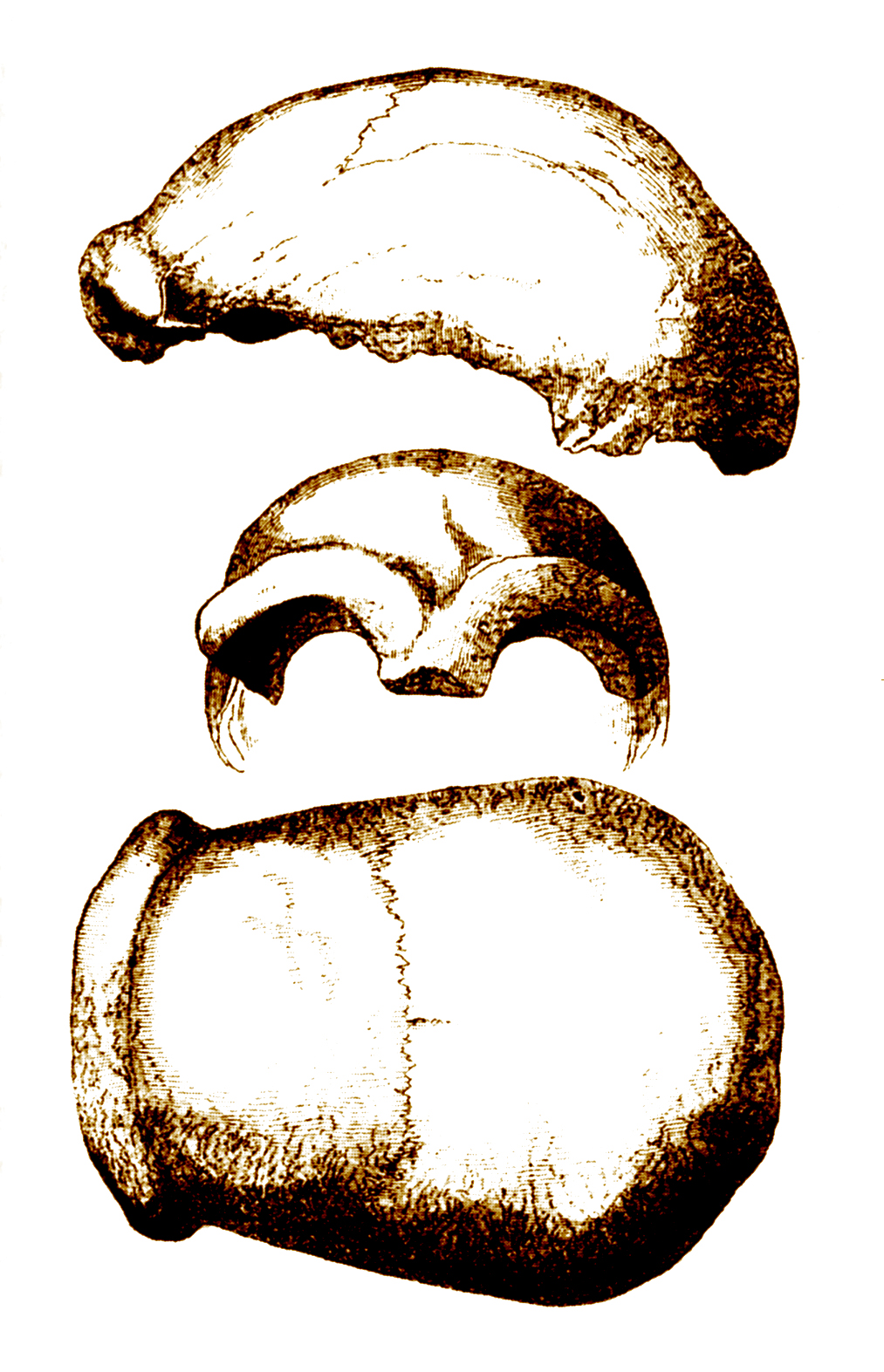
Calvaria de Neandertal 1, encontrada en 1856.

- Cueva Feldhofer, valle del río Neander
- Salzgitter-Lebenstedt

 Bélgica
- Engis
- La Naulette
- Veldwezelt-Hezerwater
- Scladina, cueva del valle del río Mosa.
- Spy-sur-l'Orneau

 República Checa
- Kulna
- Sipka

 Croacia
- Krapina
- Vindija

 Eslovaquia
- Ganovce
- Ochoz
- Sala

 Eslovenia
- Divje Babe

 España
- L'Arbreda
- Cueva de los Aviones
- Cueva Antón
- Atapuerca
- Axlor
- Cueva Bajondillo
- Bañolas
- El Calvero de la Higuera (Valle del Lozoya, Madrid)
- Cueva de la Carihuela
- Cueva de los Casares
- Cueva Eirós
- El Esquilleu
- Forbes' Quarry (Gibraltar)
- Jarama VI[144]
- Lezetxiki
- Cueva Negra
- Cueva de Nerja
- Sima de las Palomas
- Abric Romaní
- Cueva de El Sidrón
- Siega Verde
- Cova de les Teixoneres
- Tossal de la Front
- Valdegoba
- Zafarraya
- Cueva de Zájara I

 Francia
- Arcy-sur-Cure
- Bau de l'Aubesier
- Biache-Saint-Vaast
- Cueva de Bruniquel
- Combe Grenal
- Fontéchevade
- Hortus
- La Chaise
- La Chapelle-aux-Saints
- La Ferrassie
- La Quina
- Le Moustier
- La Naulette
- Les Rochers-de-Villeneuve
- Moula-Guercy
- Regourdou
- Roc-de-Marsal
- St-Césaire

 Italia
- Hombre de Altamura
- Monte Circeo
- Guattari
- Saccopastore

 Irán
- Behistun

 Irak
- Shanidar

 Israel
- Cueva Amud
- Cueva de Kebara
- Cuevas de Nahal Me'arot
- Yacimientos de Skhul y Qafzeh
- Tabun, Monte Carmelo.
- Zuttiyeh[145]

 Portugal
- Lagar Velho (supuesto esqueleto de un niño híbrido neandertal y sapiens)
- Figueira Brava
- Valle del Coa

 Reino Unido
- Sitio paleolítico de Bontnewydd
- Jersey

 Rumania
- Subalyuk

 Rusia
- Cuevas de Denísova
- Mezmaiskaya

 Siria
- Dederiyeh

 Ucrania
- Kiik-Koba
- Molodova[146]
- Staroselje

 Uzbekistán
- Aman-Kutan
- Teshik Tash

## Neandertales en la cultura popular
Los neandertales han sido frecuentemente retratados en la cultura popular desde principios del siglo XX. Las primeras representaciones se basaban en nociones del proverbialmente rudo cavernícola, sin embargo, desde la última parte del siglo XX, algunas representaciones se inspiraron en reconstrucciones de la vida más simpatizantes en la era del Paleolítico medio.
En el idioma popular, la palabra «Neanderthal» se usa a veces como un insulto, para sugerir que una persona combina una deficiencia intelectual y una tendencia a usar la fuerza bruta. También puede implicar que la persona está pasada de moda o unida a ideas obsoletas, de la misma manera que los términos «dinosaurio» o «yahoo» también se usan.
Algunos de los relatos en los que ha aparecido esta especie son:
- El color de los ojos del neandertal (1988, póstuma), de James Tiptree, Jr.
- La danza del tigre (1980), de Björn Kurtén (novela corta que trata sobre el encuentro de los neandertales con los primitivos Homo sapiens, en la cual hay híbridos. Kurtén era paleoantropólogo)
- El niño feo, de Isaac Asimov
- Los hijos de la tierra, de Jean M. Auel
  - El clan del oso cavernario (sobre una niña cromañón adoptada por un clan neandertal)
  - El valle de los caballos (continuación de la serie, destierro de la niña)
  - Los cazadores de mamuts (encuentro de culturas, la crianza de la joven en el entorno cromañón)
  - Las llanuras del tránsito o A través de las llanuras (viaje de la niña, ya mujer, a través de la Europa prehistórica)
  - Los refugios de piedra (incorporación definitiva de la niña «Cabeza Chata» a un asentamiento cromañón)
  - La tierra de las cuevas pintadas (última novela de la saga)
- La Guerre du feu (La guerra del fuego), de J. H. Rosny
- Los herederos, de William Golding (cuenta el encuentro entre los neandertales y los sapiens)
- Neandertal, de John Darnton (los neandertales no se extinguieron hace 30 000 años, fueron desplazados a rincones inhóspitos del planeta donde hoy son redescubiertos)
- Planeta neandertal (Neanderthal Planet), de Brian Aldiss.
- Paralaje Neanderthal:
  - Homínidos, de Robert Sawyer. (Paralaje Neanderthal 1)
  - Humanos, de Robert Sawyer. (Paralaje Neanderthal 2)
  - Híbridos, de Robert Sawyer. (Paralaje Neanderthal 3)
- Tras la huella del hombre rojo, de Lorenzo Mediano.
- Devoradores de cadáveres, de Michael Crichton (1976).
- Evolución, de Stephen Baxter.
- El mundo del río de Philip J. Farmer (la resurrección de todo el género humano como experimento de una civilización extraterrestre. Uno de los personajes principales es un neandertal).
- Derecho a nacer (Birthright, 1990), de Michael Stewart (plantea la situación en la que un hombre de Neanderthal sobrevive hasta nuestros días y cómo encajaría en la sociedad moderna)
- La radio de Darwin, de Greg Bear.
- El hombre de hielo, de Fred Schepisi, 1984. (Descubrimiento de un neandertal).
- La canción del bisonte, de Antonio Pérez Henares (2017). Donde se plantea un posible escenario de guerra entre especies.